# Gideonsbergs IF
Gideonsbergs IF är en idrottsförening i Västerås i Sverige. Klubben bildades 1955, och startade sin damfotbollsverksamhet 1971.
Damfotbollslaget blev svenska mästarinnor 1992 och svenska cupmästarinnor 1993.. Man blev även Nordiska Mästare 1993.
Damlaget i fotboll ramlade ur Damallsvenskan 1998 sedan hela A-laget slutat då de inte var överens med styrelsen om dess engagemang. Herrlaget i fotboll har i huvudsak hållit till i Division 4 och var uppe i Division 2 under 1994, men åkte 2006 ur Division 4 och spelade 2007-2008 i Division 5. Laget spelar 2009 återigen i Division 4. Gideonsberg damer vann Division 2 Västra Svealand damer 2023 och spelar således i Division 1 säsongen 2024
Klubbens P91-lag i fotboll spelade säsongen 2007 i Pojkallsvenskan efter att ha kommit tvåa i DM 2006. Gideonsbergs flickor 93 tog SM-silvret i Futsal i Falun 2008 samt Brons i SM F 16 2009.
Gideonsbergs F02 vann 2017 silver i Futsal-SM som spelades i Helsingborg. 
Damlaget i bandy har spelat två säsonger i Sveriges högsta division.

## Kända spelare
Bland landslagsmeriterade spelare i Gideonsbergs damfotbollslag märks:
- Anna-Karin Andersson
- Maria Kun
- Pärnilla Larsson
- Helen Nilsson